# Boletero
Se llamaba boletero al oficial o soldado que repartía las boletas de alojamiento.
El boletero pertenecía a la escolta del oficial o sargento itinerario y permanecía en el pueblo donde aquel había sacado alojamiento para la tropa. Su misión era entregar al ayudante de un cuerpo o al ayudante de un destacamento las boletas a fin de que cada oficial o individuo de tropa se presentara con ella en la casa que se le había destinado. Una vez concluida esta operación se ponía en marcha para unirse a la escolta del itinerario. 